# Sefer Jetzira
Das Sefer Jetzira (hebräisch ספר יצירה, „Buch der Formung“ oder auch „Buch der Schöpfung“) ist eine antike, im jüdischen Kontext bekannt gewordene kosmologische Abhandlung, die die wesentlichen Elemente der Schöpfung in ihrer Entstehung (Kosmogonie) und ihrer Struktur darstellt. Diese Elemente sind die 10 Urziffern (Sephiroth) und die 22 Buchstaben des hebräischen Alphabets. Das Sefer Jetzira ist ein wichtiges Werk der Kabbala.
Das Sefer Jetzira ist ab dem 10. Jahrhundert in der jüdischen Tradition reich kommentiert worden. Entsprechend der rationalen Darstellungsweise des Buches standen dabei zunächst philosophische Zugänge im Vordergrund. Später (ab dem 12. Jh.) wurde es mystisch-spekulativ interpretiert und so die Bedeutung des Buches für die Kabbala begründet. Es wird häufig als das älteste eigenständig überlieferte Werk der Kabbala bezeichnet, obwohl es von seinem Charakter her eigentlich eher als rein kosmologische Abhandlung anzusehen ist und keinerlei jüdische religiös-theologischen Aussagen macht. Seine Schöpfungsvorstellung unterscheidet sich radikal von der des Buch Genesis, Bereschit (hebräisch בְּרֵאשִׁית ‚Im Anfang‘)  sowie dessen Auslegung im Talmud und Midrasch, es erwähnt in keiner Zeile das Volk Israel, noch eine seiner religiösen Vorstellungen, Bräuche oder Autoritäten. Sein Einfluss auf die Inhalte der Kabbala ist jedoch erheblich, so dass es unbedingt als „vorkabbalistisch“ einzustufen ist.

## Entstehung und Geschichte
Nach jüdischer mündlicher Tradition gilt der biblische Abraham als Autor des Werks, im Sinne des „Niederschreibers“, der es bei seiner „Einweihung“ durch Melchisedek empfangen habe. Der Text selbst nennt keinen Verfasser, erwähnt jedoch Abraham als den ersten, der die beschriebenen Wege der Weisheit gegangen ist, worauf sich die Annahme seiner Autorschaft stützt.
Die wissenschaftliche Erforschung der Entstehungsgeschichte des Buches hat zu sehr unterschiedlichen Ergebnissen geführt. Von einigen Forschern wird das Werk in die hellenistisch-römische Antike eingeordnet. Heinrich Graetz sah darin zunächst eine Antwort auf die Gnosis und datierte es in das 2. oder 3. Jahrhundert, ebenso wie Gershom Scholem. Neuere Forschungen sehen jedoch eine Abhängigkeit von islamischen Traditionen und setzen die Entstehung demzufolge erst nach dem 7. Jahrhundert an. Aber auch diesen Theorien ist unter Hinweis auf Parallelen zur Philosophie Philos von Alexandria widersprochen worden, woraus eine Frühdatierung sogar ins 1. Jahrhundert folgt. Abschließende Antworten auf die Frage nach der historischen Einordnung scheinen bislang nicht möglich, jedoch ist eine Entstehung jedenfalls vor dem 10. Jahrhundert sicher.
Auch die Textüberlieferung des Werkes ist unübersichtlich. Es existieren handschriftliche Kurz- und Langfassungen, deren Verhältnis zueinander jedoch umstritten ist. Zur Langfassung gehört vor allem die früheste Handschrift Ms. Vatikan 299 aus dem späten 11. bzw. frühen 12. Jahrhundert, zur Kurzfassung die Handschrift Ms. London 6577 aus dem 14. Jahrhundert. Daneben tritt eine frühe Textversion, die als Sa'adjanische Rezension bekannt geworden ist. Sie geht auf den jüdischen Gelehrten Saadia Gaon († 942) zurück.
Der erste Druck – in lateinischer Übersetzung – wurde 1552 in Paris gefertigt. Die erste gedruckte hebräische Ausgabe erfolgte 1562 in Mantua. Es liegen heute verschiedene Ausgaben vor, die teilweise auch implizite kommentierende Texte umfassen.

## Inhalt
Das Sefer Jetzira hat selbst in den umfangreichsten Fassungen kaum mehr als 2000 Worte. Es stellt 32 Bahnen der Weisheit dar, die sich zusammensetzen aus 10 Ziffern, den Sephiroth, und den 22 hebräischen Buchstaben.

### Sephiroth

Die 10 Sephiroth im Lebensbaum

Der Begriff Sephiroth (hebräisch ספרות, Singular: Sephira – ספרה) ist eine Neuschöpfung des Buches Jetzira. Er geht auf den hebräischen Verbalstamm s-f-r (ספר, vgl. Sefer Jezirah § 1) zurück, der „zählen“, „schreiben“, „erzählen“ und als Nomen auch „Buch“ (sefer) bedeuten kann. Meist wird Sephira als „Zahl“ übersetzt. Es ist etymologisch aber auch verwandt mit dem griechischen Wort σφαιρα und wird daher auch als „Sphäre“ oder „Element“ wiedergegeben.
Die zehn Sephiroth sind Sinnbilder der dialogischen Struktur der Welt:
- Vorher – Nachher
- Gutes – Böses
- Männliches – Weibliches
- Hohes – Niedriges;

daneben stehen die vier Himmelsrichtungen
- Osten – Westen – Norden – Süden.

Das Sefer Jetzira kennt noch keine Namen der Sephiroth, wie sie später im Sephiroth- oder Lebensbaum strukturbildend geworden sind. Die Namen werden den zehn Ziffern erst ab dem 13. Jahrhundert im Sohar und daran anschließenden kabbalistischen Werken zugeordnet.

### Buchstaben
Der weitaus größte Teil des Buches widmet sich den Bedeutungen und Beziehungen der hebräischen Buchstaben. Die 22 Buchstaben werden in Gruppen zusammengefasst und den grundlegenden Dimensionen von Zeit, Welt und Mensch zugeordnet:
| Gruppe      | Buchstaben                                                                                     | Symbol |
| ----------- | ---------------------------------------------------------------------------------------------- | --- |
| 3 Mütter    | ש מ א Aleph, Mem, Schin                                                                        | Luft – Wasser – Feuer                                                                                               |
| 7 Doppelte  | ת ר פ כ ד ג ב Beth, Gimel, Daleth, Kaph, Peh, Resch, Thaw                                      | 7 Planeten, 7 Wochentage, 7 Pforten der Sinne am menschlichen Haupt: zwei Augen, zwei Ohren, zwei Nasenlöcher, Mund |
| 12 Einfache | ק צ ע ס נ ל י ט ח ז ו ה Heh, Waw, Sajin, Cheth, Tet, Jod, Lamed, Nun, Samech, Ajin, Zade, Qoph | 12 Sternbilder, 12 Monate, 12 Organe des menschlichen Körpers                                                       |

## Bedeutung
Das Sefer Jetzira hat mit der Lehre über die 10 Sephiroth erheblichen Einfluss auf die kabbalistische Tradition im Judentum genommen. Die Sephiroth bilden die Elemente des Lebensbaums und stellen damit das wohl wirkungsvollste Symbol der Kabbala überhaupt dar. Dafür zeugen auch die späteren Ausführungen zu ihrer Gestalt und ihren Beziehungen zueinander im Sohar und den sich daran anschließenden Lehr- und Lebenstraditionen.
Die Spekulationen über die hebräischen Buchstaben und deren dreigliedrige Struktur haben ebenfalls größte Wirkung im Judentum und darüber hinaus in anderen mystischen Traditionen erzielt. Das bekannteste Beispiel dafür ist der moderne Tarot. Die Zuordnung der 22 Karten der „Großen Arkana“ wurde von bekannten Tarot-Auslegern bis in Details hinein der Struktur der Buchstaben im Buch Jetzira nachgebildet.
Der 1995 erschienene Roman „Das Alphabet des Juda Liva“ von Benjamin Stein bezieht sich strukturell auf die Buchstabenkategorien des Sefer Jetzira und spielt deren Bedeutungen und Wirkungsmöglichkeiten durch.

## Kommentierte Textausgaben
Hebräisch und Deutsch:
- Lazarus Goldschmidt: Sefer Jesirah. Das Buch der Schöpfung. Kauffmann, Frankfurt am Main 1894. Nachdruck: Aurinia, Hamburg 2004, ISBN 3-937392-14-9).
- Giovanni Grippo: Sepher Jesirah. Das Buch der Schöpfung. 2. Auflage. G.G. Verlag, 2008, ISBN 978-3-9810622-3-6
- Aryeh Kaplan: Sefer Jezira – Das Buch der Schöpfung in Theorie und Praxis. Ruther, Grevenbroich 2007, ISBN 978-3-929588-25-5 (erschien posthum, daher sind Kommentare teilweise ungeordnete Notizsammlung).
- Guillaume Postel, Wolf P. Klein (Hrsg.): Sefer jezirah. Frommann-Holzboog, Stuttgart 1994, ISBN 3-7728-1623-1.

Deutsch:
- Klaus Herrmann (Hrsg.): Sefer Jezira – Buch der Schöpfung. Verlag der Weltreligionen, Frankfurt am Main u. a. 2008, ISBN 978-3-458-70007-4.

Hebräisch und Englisch:
- A. Peter Hayman, Sefer yeṣira. Edition, translation, and text-critical commentary. In: Texte und Studien zum antiken Judentum 104. Mohr Siebeck, Tübingen 2004, ISBN 3-16-148381-2.

## Textausgaben online
- faculty.biu.ac.il (Hebräisch mit hebräischem Kommentar)
- sacred-texts.com (Englische Übersetzung von William Wynn Westcott)
- psyche.com (Englische Übersetzung von Gershom Scholem)
- wbenjamin.org (Englische Übersetzung inkl. des Kommentars von Saadja)
- de.universelle-lehre.de Dritte Ausgabe von Westcott’s Übersetzung, erste Ausgabe 1887